# استخوان چهارپهلو
استخوان چهارپهلو استخوانی کوچک در ردیف دورینه (دیستال) مچ دست انسان است. این استخوان یکی از هشت استخوان مج دست است. نام‌های دیگر این استخوان عبارتند از ذوزنقه‌ای و تراپزیوم (به انگلیسی: Trapezium).
استخوان‌های ردیف تحتانی (دیستال) مچ دست از سمت بیرون به درون (انگشت شست به انگشت کوچک) عبارتند از:
- چهارپهلو (تراپزیوم)
- نیمه‌چهارپهلو (تراپزوئید)
- کله‌ای (کاپیتیت)
- چنگکی (هَمِیت)

## نگارخانه

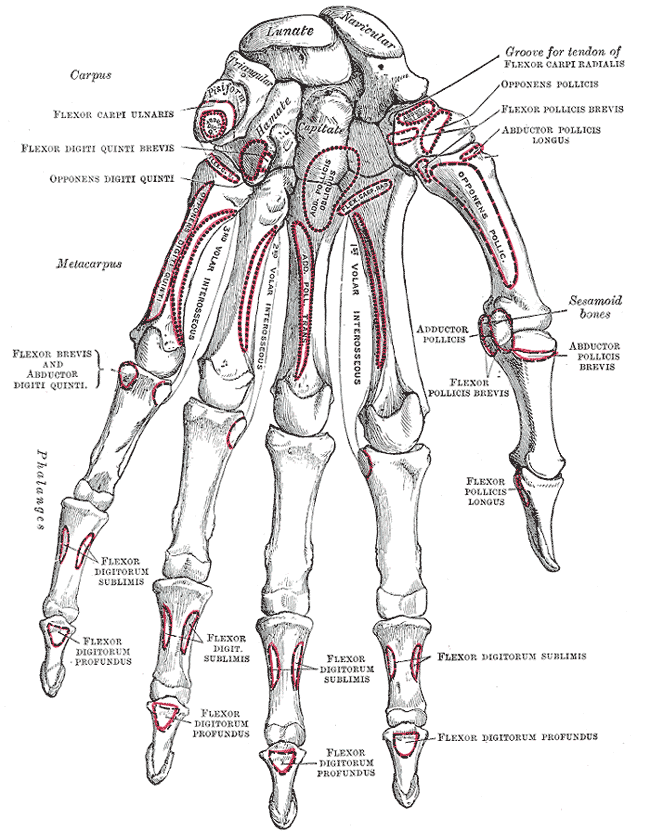
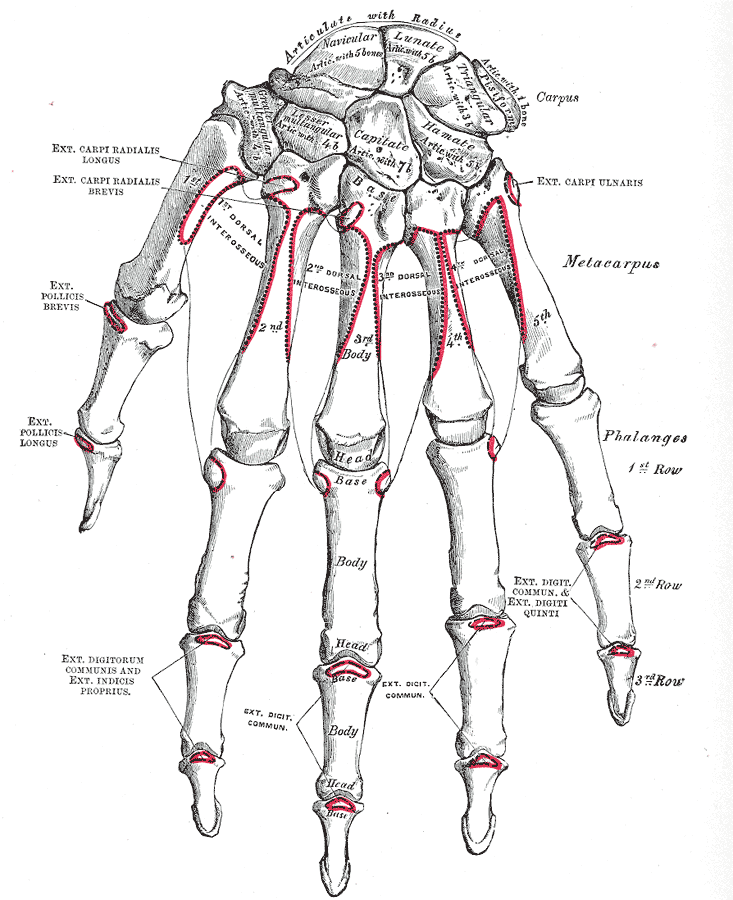
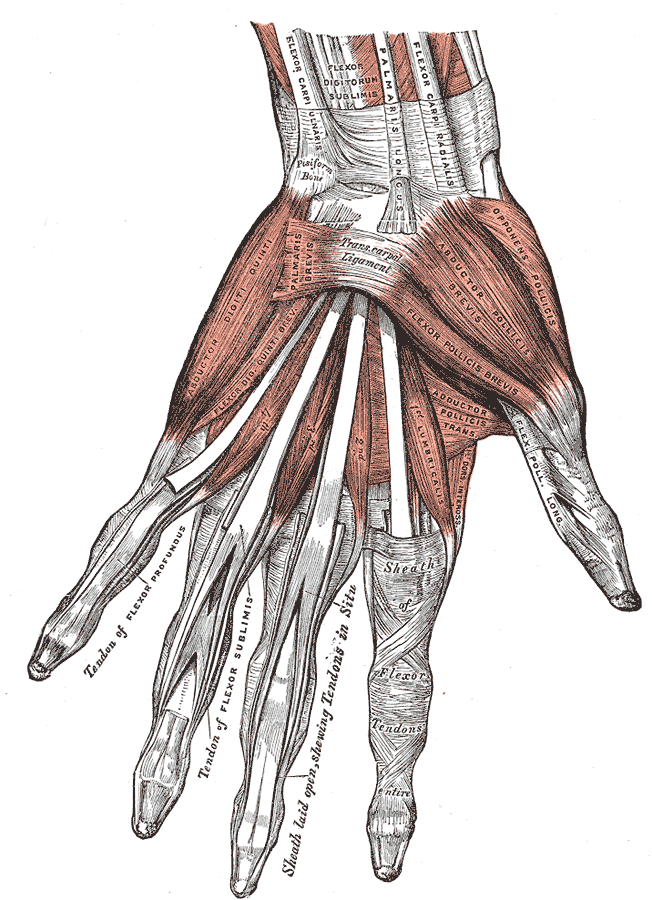